# Champialet
Champialet is een gehucht in de Franse gemeente Sarras, departement Ardèche, regio Auvergne-Rhône-Alpes.
Stad: Sarras       Gehuchten: Champialet · Chalavouze · Fourany · Revirand · Silon